# Amt Neuhaus

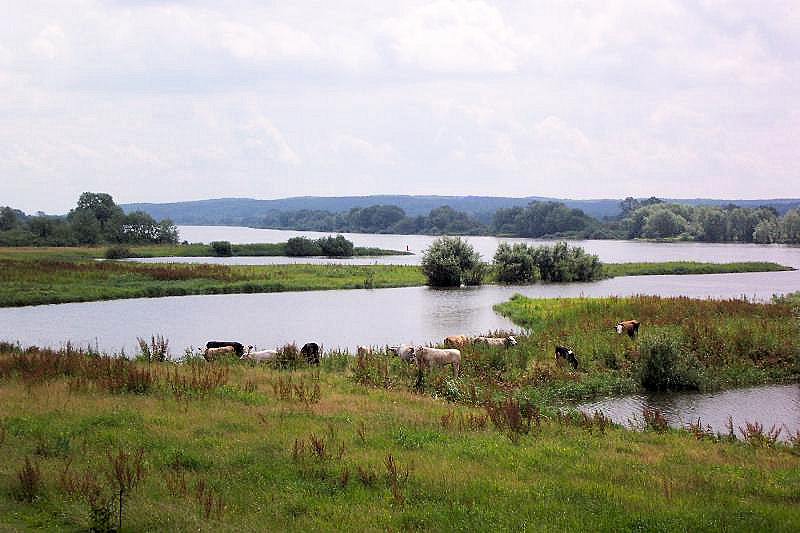
Widok na Łabę w gminie Amt Neuhaus

Amt Neuhaus – gmina samodzielna (niem. Einheitsgemeinde) położona w niemieckim kraju związkowym Dolna Saksonia, w powiecie Lüneburg. 

## Położenie geograficzne
Amt Neuhaus leży we wschodniej części powiatu Lüneburg na prawym brzegu Łaby ok. 35 km. na wschód od Lüneburga. Jest jedyną gminą nie tylko powiatu, ale i całej Dolnej Saksonii położoną po prawej stronie Łaby. (Są jeszcze dwie małe miejscowości Neu Bleckede i Neu Wendischthun należące do miasta Bleckede, które również leżą po prawej stronie Łaby). 
Amt Neuhaus graniczy od północy i wschodu z krajem związkowym Meklemburgia-Pomorze Przednie; w tym z gminami Besitz, Brahlstorf, Teldau i Dersenow wchodzącymi w skład urzędu Boizenburg-Land na północy, z miasteczkiem Lübtheen oraz z gminami z urzędu Dömitz-Malliß Vielank i Dömitz na wschodzie. Na południu graniczy na Łabie z miastami Hitzacker (Elbe) i Dannenberg (Elbe) z gminy zbiorowej Elbtalaue w powiecie Lüchow-Dannenberg. Jedynie na zachodzie i północnym zachodzie Amt Neuhaus ma kontakt z powiatem Lüneburg przez miasto Bleckede.
Przez gminę płyną jeszcze poza Łabą również inne rzeki: Sude i jej dopływy Rögnitz i Krainke.

## Historia
Od początków kolonizowania tych terenów zamieszkałych przez słowiańskich Drzewian przez Sasów należał Neuhaus do księstwa Saksonia-Lauenburg. W XVII wieku zostały przejęte te tereny przez księstwo Hanoweru a w XIX wieku przez Prusy. 
Po II wojnie światowej został Amt Neuhaus przyłączony do NRD, mimo że historycznie należał przez wiele wieków do Dolnej Saksonii. Było to spowodowane praktycznymi racjami np. brak mostów przez Łabę do Dolnej Saksonii po lewej stronie rzeki. Ten niefortunny podział został poprawiony po przyłączeniu NRD do Republiki Federalnej Niemiec. Od 30 czerwca 1993 Amt Neuhaus należy znowu do Dolnej Saksonii.

## Podział administracyjny
W skład gminy Amt Neuhaus wchodzi 40 dzielnic, z czego najważniejsze uznane w oficjalnym podziale gminy to: Dellien, Haar, Kaarßen, Neuhaus, Stapel, Sumte i Tripkau. Inne wchodzą w skład tych wymienionych.

## Współpraca
Amt Neuhaus utrzymuje partnerskie stosunki z:
- Ryn, Polska od 2006

## Ludzie urodzeni w Amt Neuhaus
- Carl Peters (1856-1918) - polityk, publicysta, podróżnik i kolonialista
- Jürgen Schult ur. 11 maja 1960 - lekkoatleta, dyskobol, mistrz olimpijski z 1988

## Komunikacja
Przez całą długość gminy przebiega droga krajowa B195 pomiędzy Dömitz a Boizenburg/Elbe. Bardzo ważnym szlakiem komunikacyjnym jest Łaba. Łączność z powiatem utrzymywana jest przez przeprawy promowe lub przez most na Łabie koło Dömitz (droga krajowa B191).